# 男道
『男道』（おとこみち）は、新選組リアンのデビューシングル。

## 概要
新選組副長の土方歳三をイメージした曲である。「誠」の旗のもと一途に生きた男たちへの賛美歌となっている。
新選組リアン結成の経緯のDVD-Videoが同封。
初回限定盤でにはメンバーの写真などをプリントしたトレーディングカードが特典として付いている。
「男道」は、日本テレビ系『人生が変わる1分間の深イイ話』平成の新選組プロジェクト・テーマソング及びポケメロ JOYSOUND 10周年記念タイアップソング。
「桃栗三年柿八年」は、フジテレビ系『HEY!HEY!HEY! MUSIC CHAMP』10月・11月エンディング・テーマ。

## リリース日
プロデューサーの島田紳助は新選組リアンの最終合宿より、ずいぶん前から『人生が変わる1分間の深イイ話』の中で「曲は既に出来ている」と発言していた。
テレビ番組での初歌唱は2009年8月16日放送回『行列のできる法律相談所』。『深イイ話』ではエンディングで歌唱シーンが挿入された。同年8月31日に日本テレビの公式モバイルサイト「着♪日テレ」などで、着うたが先行配信が開始された。9月14日に「着♪日テレ」などで着ムービーの配信が開始された。

## 収録曲
| 全作詞・作曲: カシアス島田、高原兄。 |                                  |                      |                      |                    |      |
| #                                    | タイトル                         | 作詞                 | 作曲・編曲           | 編曲家             | 時間 |
| 1.                                   | 「男道」                         | カシアス島田、高原兄 | カシアス島田、高原兄 | 斎藤文護、岩室晶子 | 4:17 |
| 2.                                   | 「桃栗三年柿八年」               | カシアス島田、高原兄 | カシアス島田、高原兄 | 斎藤文護、岩室晶子 | 4:35 |
| 3.                                   | 「男道 -Instrumental-」          | カシアス島田、高原兄 | カシアス島田、高原兄 | 斎藤文護、岩室晶子 | 4:17 |
| 4.                                   | 「桃栗三年柿八年-Instrumental-」 | カシアス島田、高原兄 | カシアス島田、高原兄 | 斎藤文護、岩室晶子 | 4:34 |

## チャート
| チャート (2009年)                 | 最高 順位 |
| --------------------------------- | --------- |
| オリコン デイリーランキング       | 2         |
| オリコン 週間ランキング           | 3         |
| Billboard JAPAN Hot100            | 29        |
| Billboard JAPAN Hot Singles Sales | 4         |
| CDTV This Week's TOP100           | 4         |

『人生が変わる1分間の深イイ話』ではオリコン初登場10位以内に入らなければ「福田坊主」と冗談半分で紳助が発言していた。結果的に3位に入ったためいずれにせよ坊主は免れた。